# عشقوت
عشقوت هي قرية لبنانية من قرى قضاء كسروان في محافظة جبل لبنان. وأغلب سكانها ينتمون إلى الطائفة المارونية.

## أعلام
- أحمد فارس الشدياق
- بولس بطرس مسعد
- يوسف دريان

## الجغرافيا
مساحتها 8.5 كم2 وترتبع عن البحر مسافة 1000 متر